# فرع بلعومي للعصب المبهم
الفرع البلعومي للعصب المبهم هو العصب الحركي الرئيسي للبلعوم، وينشأ من الجزء العلوي للعقدة العقداء.
يمر الفرع البلعومي عبر الشريان السباتي الباطن ليصل إلى الحافة العلوية للعضلة البلعومية العاصرة الوسطى، ثم ينقسم إلى عدد من الخيوط ترتبط بفروع عصبية مع العصب البلعومي اللساني، والجهاز العصبي الودي والعصب الحنجري الخارجي لتشكيل ما يمسى بالضفيرة البلعومية.
ويتوزع من هذه الضفيرة فروع إلى العضلات والأغشية المخاطية للبلعوم (باستثناء عضلة الإبرة البلعومية ، التي يغذيها العصب البلعومي اللساني) وعضلات الحنك الرخو (باستثناء العضلة الموترة للحفاف التي يغذيها فرع من العصب إلى الجناحي الإنسي).

## روابط خارجية
- "10-7". Cranial Nerves. مدرسة طب جامعة ييل. مؤرشف من الأصل في 2016-03-03.
- درسٌ تشريحي حول cranialnerves مُعدٌ بواسطة ويسلي نورمان (جامعة جورجتاون). ( X )